# Ochthebius virgula
Ochthebius virgula är en skalbaggsart som beskrevs av Ferro 1986. Ochthebius virgula ingår i släktet Ochthebius och familjen vattenbrynsbaggar. Inga underarter finns listade i Catalogue of Life.